# Diogène d'Apollonie
Pour les articles homonymes, voir Diogène (homonymie).
Diogène d'Apollonie est un philosophe grec présocratique du Ve siècle av. J.-C., éclectique.

## Biographie
Diogène d'Apollonie, fils d'Apollothémis, est né à Apollonie du Pont, colonie de Milet sur le Pont-Euxin. Il aurait été l'élève d'Anaximène et le contemporain d'Anaxagore. Il considérait les philosophes de la nature comme des sophistes. On le considérait parfois comme un athée.

## Doctrine
Il semble que sa pensée soit particulièrement influencée par Anaxagore et par l’atomisme de Leucippe.
Diogène d'Apollonie est le philosophe qui pose une méthode du fondement : « Au commencement de tout propos, il faut, me semble-t-il, fonder le principe d'une manière absolument certaine ». Théophraste a reproché à Diogène d'Apollonie des points de vue irréconciliables : si toutes choses ne dérivaient pas d'un principe unique, il n'y aurait ni agir, ni pâtir.

### Cosmologie
Il reprend la proposition ionienne : « Rien ne naît du non-être ni ne périt en non-être. » Pour Diogène d'Apollonie, il y a donc un principe éternel. L'air est pour lui, comme pour Anaximène, l'élément premier unique, illimité et éternel ; par sa raréfaction et sa condensation, il engendre des mondes en nombre illimité, et les différentes formes des choses. Le vide est lui aussi illimité. Le monde est corruptible, et il en naît une infinité au cours de chaque révolution.
« Alors que le tout est en mouvement, une partie du tout se raréfie tandis qu'une autre se condense. À l'endroit où le dense se rassemble, il produit la Terre par condensation, et c'est de la même manière que se trouvent produites les autres choses ; au contraire, les parties les plus légères, en se disposant en haut, donnent naissance au Soleil. »
L'air illimité est ainsi la matière à partir de laquelle tout se forme, mais il « contient une raison divine sans laquelle rien ne pourrait procéder de lui. »
Sa cosmologie est pénétrée d'une idéologie finaliste, téléologique : tout ce qui existe est adapté à une fin, est ordonné de la meilleure façon possible.

### Astronomie et géologie
Pour Diogène la Terre est ronde, au centre, supportée par l'air. Le Soleil est une sorte de pierre ponce.
Diogène d'Apollonie est le premier à suggérer une origine spatiale pour les météorites : « Avec les étoiles visibles tournent des pierres qui sont invisibles, et pour cette raison sans nom. Elles tombent souvent au sol et s'éteignent, comme l'étoile de pierre qui est tombée en flammes à Aigos Potamos ». Les diogénites, une classe de météorites, ont été nommées en son honneur.

### Psychologie et physiologie
Le principe étant l’air, l’âme c'est l'air, principe rationnel, mobile et incorruptible :
« En tant que l’air est premier et que le reste en dérive, il connaît, et en tant qu’il est le plus subtil, il est moteur ». Il s'efforce d'expliquer les sensations à partir de l'air, et soutient, comme Démocrite, que les sensibles n'existent pas par eux-mêmes, mais par convention, autrement dit par l'effet de nos opinions et affections.

### Biologie
D’après Théophraste, au IIIe siècle av. J.-C., Diogène dit que les semences naissent lorsque l'eau se décompose et s'amalgame avec la terre. Diogène d'Apollonie fait la première description détaillée et précise du système veineux ; à son époque, il n'y a pas encore distinction entre système veineux et artériel ; il en est de même chez Empédocle avant lui et chez Platon après lui. La pensée de Diogène d'Apollonie se devine dans divers traités du Corpus hippocratique, dont De la maladie sacrée, La nature de l'enfant.

### Météorologie
Il chercha à expliquer le tonnerre, conçu comme la chute du feu sur un nuage, les crues du Nil (le Soleil aspire l'eau de la mer qui retombe dans le fleuve), et les cycles de la pluie.

## Œuvres
Diogène Laërce nous a conservé le début de son traité De la nature. Les fragments qui restent de lui ont été publiés à Leipzig en 1830 par Panzerbutter. Il a écrit de nombreuses œuvres :
- De la nature
- Contre les philosophes de la nature
- Météorologie
- De la nature de l'homme

## Sources
- Les Penseurs Grecs Avant Socrate (p. 155 à 160) Garnier Flammarion, France (1964)
- Suzanne Amigues (trad. du grec ancien), Recherches sur les plantes : À l’origine de la botanique, Paris, Belin, 2010, 432 p. (ISBN 978-2-7011-4996-7)